# Asura eos
Asura eos är en fjärilsart som beskrevs av George Francis Hampson 1900. Asura eos ingår i släktet Asura och familjen björnspinnare. Inga underarter finns listade i Catalogue of Life.